# Республіка Македонія на літніх Олімпійських іграх 2004
Македонія на літніх Олімпійських іграх 2004 в Афінах була представлена десятьма спортсменами (7 чоловіками і 3 жінками) у чотирнадцяти дисциплінах п'яти видів спорту: легка атлетика, веслування на байдарках і каное, боротьба, стрільба та плавання. Прапороносцем на церемонії відкриття був колишній баскетболіст, срібний призер Олімпійських ігор 1976 року Благоя Георгієвські. 
Республіка Македонія втреттє взяла участь у літніх Олімпійських іграх. Жодної медалі македонські олімпійці не завоювали.

## Спортсмени
| Вид спорту                      | Чоловіки | Жінки | Всього |
| ------------------------------- | -------- | ----- | ------ |
| Боротьба                        | 2        | 0     | 2      |
| Веслування на байдарках і каное | 1        | 0     | 1      |
| Легка атлетика                  | 1        | 1     | 2      |
| Плавання                        | 3        | 1     | 4      |
| Стрільба                        | 0        | 1     | 1      |
| Усього                          | 7        | 3     | 10     |

## Боротьба
Вільна боротьба
| Спортсмен         | Дисципліна         | 1/32                           | 1/16                                | Чвертьфінал        | Півфінал           | Втішний раунд 1    | Втішний раунд 2    | Фінал              | Фінал |
| Спортсмен         | Дисципліна         | Суперник Результат             | Суперник Результат                  | Суперник Результат | Суперник Результат | Суперник Результат | Суперник Результат | Суперник Результат | Місце |
| ----------------- | ------------------ | ------------------------------ | ----------------------------------- | ------------------ | ------------------ | ------------------ | ------------------ | ------------------ | ----- |
| Шихамір Османов   | до 74 кг, чоловіки | Николай Пасларь (BUL) L 1–3 PP | Крістіан Бжозовський (POL) L 0–3 PO | 3                  | не пройшов         | не пройшов         | не пройшов         | 17                 |       |
| Магомед Ібрагімов | до 84 кг, чоловіки | Мун Ий Дже (KOR) L 0–3 PO      | Мирослав Гочев (BUL) L 1–3 PP       | 3                  | не пройшов         | не пройшов         | не пройшов         | 19                 |       |

## Веслування на байдарках і каное

### Слалом
| Спортсмен      | Дисципліна                       | Кваліфікація | Кваліфікація | Кваліфікація | Кваліфікація | Кваліфікація | Кваліфікація | Півфінал | Півфінал | Фінал      | Фінал      | Фінал      | Фінал      |
| Спортсмен      | Дисципліна                       | Спуск 1      | Місце        | Спуск 2      | Місце        | Разом        | Місце        | Час      | Місце    | Час        | Місце      | Разом      | Місце      |
| -------------- | -------------------------------- | ------------ | ------------ | ------------ | ------------ | ------------ | ------------ | -------- | -------- | ---------- | ---------- | ---------- | ---------- |
| Лазар Поповскі | слалом, каное-одиночки, чоловіки | 96.92        | 8            | 96.14        | 6            | 193.06       | 6 Q          | 100.80   | 16       | не пройшов | не пройшов | не пройшов | не пройшов |

## Легка атлетика
| Спортсмен             | Дисципліна      | Кваліфікація/ гіт | Кваліфікація/ гіт | Чвертьфінал | Чвертьфінал | Півфінал   | Півфінал   | Фінал      | Фінал      |
| Спортсмен             | Дисципліна      | Результат         | Місце             | Результат   | Місце       | Результат  | Місце      | Результат  | Місце      |
| --------------------- | --------------- | ----------------- | ----------------- | ----------- | ----------- | ---------- | ---------- | ---------- | ---------- |
| Ванчо Стоянов         | 800 м, чоловіки | 1:49.02           | 7                 | Н/Д         | Н/Д         | не пройшов | не пройшов | не пройшов | не пройшов |
| Александра Войневська | 100 м, жінки    | 12.15             | 6                 | не пройшла  | не пройшла  | не пройшла | не пройшла | не пройшла | не пройшла |

## Плавання
| Спортсмен               | Дисципліна                            | Гіт     | Гіт   | Півфінал   | Півфінал   | Фінал      | Фінал      |            |            |
| Спортсмен               | Дисципліна                            | Час     | Місце | Час        | Місце      | Час        | Місце      |            |            |
| ----------------------- | ------------------------------------- | ------- | ----- | ---------- | ---------- | ---------- | ---------- | ---------- | ---------- |
| Зоран Лазаревскі        | 200 м батерфляєм, чоловіки            | 2:02.26 | 27    | не пройшов | не пройшов | не пройшов | не пройшов |            |            |
| Александар Маленко      | 200 м вільним стилем, чоловіки        | 1:53.00 | 35    | не пройшов | не пройшов | не пройшов | не пройшов |            |            |
| Александар Миладиновскі | 100 м батерфляєм, чоловіки            | 55.71   | 45    | не пройшов | не пройшов | не пройшов | не пройшов |            |            |
| Александар Миладиновскі | 200 м комплексним плаванням, чоловіки | 2:07.39 | 38    | не пройшов | не пройшов | не пройшов | не пройшов |            |            |
| Весна Стояновска        | 200 м вільним стилем, жінки           | 2:04.64 | 34    | не пройшла | не пройшла | не пройшла | не пройшла |            |            |
| Весна Стояновска        | 400 м вільним стилем, жінки           | 4:19.39 | 27    | Н/Д        | Н/Д        | не пройшла | не пройшла | не пройшла | не пройшла |
| Весна Стояновска        | 200 м батерфляєм, жінки               | 2:16.51 | 26    | не пройшла | не пройшла | не пройшла | не пройшла |            |            |

## Стрільба
| Спортсмен   | Дисципліна                              | Кваліфікація | Кваліфікація | Фінал      | Фінал      |
| Спортсмен   | Дисципліна                              | Бали         | Місце        | Бали       | Місце      |
| ----------- | --------------------------------------- | ------------ | ------------ | ---------- | ---------- |
| Дівна Пешич | пневматична гвинтівка, 10 м, жінки      | 368          | 44           | не пройшов | не пройшов |
| Дівна Пешич | гвинтівка з трьох положень, 50 м, жінки | 555          | 32           | не пройшов | не пройшов |